# Joseph Paradis
Pour les articles homonymes, voir Paradis (homonymie).
Joseph Paradis, né le 23 décembre 1741 à Thiaville-sur-Meurthe (Lorraine) et mort le 5 octobre 1824 à Nancy (Meurthe), est un général français de la Révolution et de l’Empire.

## États de service
Il entre en service le 3 septembre 1758, au 47e régiment d’infanterie, il fait les campagnes de 1759 et 1760 sur les côtes de la Manche. Il prend part en particulier au blocus où il subit le bombardement du Havre de Grace, puis il sert en 1761 et 1762 en Hanovre. Il passe sergent le 26 octobre 1763, fourrier le 26 septembre 1764, sergent-major le 6 juillet 1776, adjudant le 6 avril 1778, et porte drapeau le 24 mai 1780.
Il est nommé sous-lieutenant le 8 juin 1787, lieutenant le 8 mars 1788, et il est fait chevalier de Saint-Louis le 13 avril 1791. Capitaine le 12 janvier 1792, il est employé à l’armée de Belgique. Il se signale au siège de Namur et à la prise du fort Vilatte en 1792. L’année suivant il se distingue au siège de Maastricht, aux batailles de Tirlemont et de Neerwinden les 16 et 18 mars 1793, à celles des 1er, 8 et 23 mai près de Valenciennes, où il reçoit un coup de feu à la lèvre supérieure, ainsi qu’au trois sorties de la garnison de Dunkerque.
Il fait les campagnes de l’an II à l’an VIII aux armées du Nord, de Sambre-et-Meuse, et de Batavie. Il est promu chef de bataillon le 25 janvier 1794, et le 29 mars 1794, il assiste au passage de la Sambre, au combat du Grand-Fayt le 21 avril 1794, où il reçoit deux coups de feu à la tête, aux deux batailles du Grand-Rhin, aux batailles de Jumet et de Courcelles les 28 mai et 16 juin 1794, et à celle de Fleurus le 26 juin 1794.  Il est nommé chef de brigade le 16 juillet 1794, à la 93e demi-brigade d’infanterie. En l’an III, il se trouve au second siège de Maastricht, ou il assume les fonctions de général de brigade en octobre et novembre 1794. En l’an IV, il combat à Kreutznach le 10 novembre 1795, aux affaires d’Argenthal et de Guemingen en décembre 1795. 
Le 26 février 1796, il prend le commandement de la 49e demi-brigade d’infanterie de ligne, à sa formation, et le 2 juillet 1796, il est au passage du Rhin. Le 6 il participe à l’affaire de Limbourg, aux combats de Teningen et de Neumarck les 21, 22 et 23 août 1796, aux batailles près de Bamberg et Wurtzbourg les 29 août, 2 et 3 septembre 1796.
Le 18 avril 1797, il se distingue à la Bataille de Neuwied, commandée par le général Hoche, et en l’an VI et en l’an VII, il continue de servir activement, et il se fait remarquer le 19 septembre 1799 à la bataille de Bergen, ainsi que le 6 octobre 1799, à celle de Castricum, où les talents militaires qu’il déploie et les manœuvres qu’il fait exécuter aux troupes qu’il commande lui méritent le grade de général de brigade qu’il lui est conféré sur le champ de bataille par le général Brune. Il est confirmé dans son grade par arrêté du 19 octobre 1799.
En l’an IX, il sert à l’armée de l’Ouest, et il prend le commandement de la Charente-inférieure, ainsi que des îles d’Oléron, de Ré et d’Aix. Il est mis en congé de réforme le 21 mai 1801. Le 20 juillet 1801, il est affecté à Anvers, en qualité de commandant d’arme de 2e classe, et il est fait chevalier de la Légion d’honneur le 11 décembre 1803, et officier de l’ordre le 14 juin 1804. Il est mis de nouveau en congé de réforme le 23 septembre 1804, et il est admis à la retraite le 22 octobre suivant.
Il meurt le 5 octobre 1824, à Nancy.

## Décorations, titres, honneurs
- Légion d'honneur
  - Chevalier de la Légion d'honneur le 11 décembre 1803 ;
  - Officier de la Légion d'honneur le 14 juin 1804 ;
- Chevalier de l'ordre royal et militaire de Saint-Louis le 13 avril 1791.